# Phyllophaga almada
Phyllophaga almada är en skalbaggsart som beskrevs av Saylor 1941. Phyllophaga almada ingår i släktet Phyllophaga och familjen Melolonthidae. Inga underarter finns listade i Catalogue of Life.